# Колоната
Колоната је насеље у Италији у округу Маса-Карара, региону Тоскана.
Према процени из 2011. у насељу је живело 268 становника. Насеље се налази на надморској висини од 530 м.